# 機甲師団
機甲師団（きこうしだん）とは、戦車部隊を主力として諸兵科連合化された師団。
陸上自衛隊では機甲師団と称し、アメリカ・イギリス陸軍の師団（Armo(u)red Division）もこのように訳される。機甲は「機械化装甲」の略。大日本帝国陸軍では戦車師団と称し、ソビエト連邦軍・ロシア軍の師団もこのように訳される。ドイツ陸軍の師団（Panzer Division）は装甲師団と訳されることが多い。

## 歴史
第一次世界大戦において戦車が登場したとき、師団における戦闘部隊の主力は歩兵部隊であり、戦車部隊はその支援部隊でしかなかった。イギリス陸軍においては、戦車軍団参謀長であったフラー大佐の提唱により、1919年には戦車を主体として装甲化された歩兵・騎兵・砲兵の諸兵科連合による攻撃が計画され、フォッシュ元帥の同意に基づきフランス陸軍もこれに歩調を合わせる計画であったが、休戦によってこれは実現しなかった。
大戦後、ヴァイマル共和国軍の再建を指導したハンス・フォン・ゼークトは大戦の戦訓を整理して軍の近代化を図っており、諸兵科連合を重視するとともに、1923年に発布した教範において戦車を主体とした攻撃構想を盛り込んだ。1934年より、交通兵監長ルッツ大将のもと、幕僚長グデーリアン大佐によって装甲師団の編成が開始され、1935年10月には3個装甲師団が編成された。この時点で、ソ連やイギリス、フランスでも旅団規模の機甲部隊は編成されていたが、師団レベルで戦車部隊が諸兵科連合の中心に据えられたのはこれが初めてのことであった。
このうちイギリスにおいては、1927年から試験装甲旅団を編成して2年間の実験演習を行っていたが、一般部隊を臨時に機械化した結果として運動性の異なる車両の混成となり、故障の多発と臨時編成部隊の弱点とが顕在化して、不評であった。その後、ドイツ軍の装甲師団の編成が進む1938年には戦車旅団と2個機械化騎兵旅団を主体とする「機動師団」を編成し、翌年には「機甲師団」として再編した。また1939年にはフランス陸軍でも機甲師団が創設され、ド・ゴール大佐が師団長となったが、これはあくまでも戦略守勢に立つ逆襲部隊と位置付けられていた。

## 特徴
戦車は、特に敵攻撃下で乗員が車内に入った状態では敵歩兵の肉薄攻撃に弱体であるという問題があり、味方歩兵との協同（歩戦協同）は、戦車戦術の基本中の基本となる。また戦闘を継続するためには、例えば対戦車地雷を処理する工兵部隊や、敵砲兵の制圧にあたる砲兵部隊など、様々な部隊の支援が必要となる。
戦車を含む諸兵科連合部隊という点では、戦車部隊を増強された歩兵師団も戦車部隊を主力とする機甲師団も同様だが、歩兵師団の場合は歩兵が機動力の基準となるのに対して、機甲師団では戦車が機動力の基準となる点で大きく異なる。しかしこの機動力を発揮するためには、戦車以外の部隊についても、少なくとも自動車化、可能であれば機械化させる必要がある。
自動車化とは、従来の馬匹にかえて自動車を導入することで、各種部隊の運動性を増大させることであり、少なくとも路上移動では戦車部隊並みの速度を発揮できるようになる。しかし通常の車輪によって走行する貨物自動車は不整地（オフロード）での行動能力が低く、いったん道路を外れると、戦車の機動についていけなくなる。また装甲を持たない自動車は、砲兵による榴弾射撃や小火器の銃撃でも大きな損害を受けるため、自動車化歩兵は戦場のはるか手前で下車する必要があり、結局は戦場での移動は徒歩で行うことになる。このことから、まもなく機動力強化のため無限軌道を導入して全装軌・半装軌式とするとともに、防御力も強化した装甲兵員輸送車が登場し、これに乗車する歩兵部隊は機械化歩兵と称されるようになった。
砲兵部隊においても、従来の牽引式火砲は牽引車から切り離して射撃陣地に進入し、砲撃準備を整えるまでにかなりの時間がかかり、また撤収時にも同様の手間を要する。このため、展開が早い機甲戦に対応して効果的な火力支援を行うことが難しくなる。これに対し、自走砲であれば自力で移動や陣地進入を行えるため陣地転換も早く、機甲戦の支援に適している。

## 各国の状況

### ドイツ

#### 国防軍

ドイツ軍の1941年型装甲師団

ドイツ陸軍では、戦車の補充不足など様々な理由により、1943年まで装甲師団の編制を統一することができなかった。例えば大戦勃発直前の第1装甲師団における戦車大隊と自動車化歩兵大隊の数は、オートバイ歩兵を含むと4対3、これを除くと4対2となり、戦車大隊の方が歩兵大隊よりも数が多かった。
その後、演習の分析などから歩兵部隊の不足が認識されたことから、段階的に自動車化歩兵を2個連隊の計4個大隊編制とし、オートバイ歩兵大隊は自動車化偵察大隊と統合した。一方、独ソ戦前の装甲師団増設や戦車の生産不足に伴って、1943年には基本的に全ての戦車連隊が2個大隊となり、戦車大隊と歩兵大隊の比率は2対4に逆転した。
装甲師団の自動車化歩兵が使用する車両は、大戦初期には非装甲の貨物自動車・大型乗用車が主力で、Sd Kfz 251などの装甲兵員輸送車はごく一部にとどまっていた。その後も、1942年から1944年にかけて装甲師団の自動車化歩兵大隊4個のうち1個に装甲兵員輸送車が配備された程度で、機械化はなかなか進展しなかった。大戦末期になると、戦車連隊は戦車大隊と装甲擲弾兵大隊（機械化歩兵; 自動車化歩兵から改称）各1個を基幹とするようになり、装甲擲弾兵連隊2個に所属する計4個大隊は自動車化となった上に各大隊隷下の小銃中隊は徒歩編制になるなど、機械化はむしろ後退した。砲兵も事情は同様で、開戦当初の自動車化砲兵連隊は牽引式の10.5 cm榴弾砲を装備する自動車化砲兵大隊2個を基幹としており、西方侵攻作戦の頃に同じく牽引式の15 cm榴弾砲や10 cm重カノン砲を装備する自動車化重砲兵大隊1個が追加されて3個大隊基幹となったが、1943年にやっとこのうち1個を自走化するにとどまった。
ドイツ軍では、師団の内部で適宜に戦闘団（カンプグルッペ）を編成して戦うことが通常であったが、装甲師団の場合、戦車連隊を基幹とした戦闘団に装甲化した部隊を集中させることで、その師団で唯一の完全装甲化戦闘団（パンツァーカンプグルッペ）として用いることが多かった。パンツァーカンプグルッペは装甲師団の攻撃の先鋒を担い、突破に成功した場合は、後続の自動車化カンプグルッペがその突破口を確保・拡大する一方、パンツァーカンプグルッペは更に攻撃を継続し、前線の後方に位置する敵の砲兵陣地や司令部、補給処などを蹂躙する。しかしこのように優れた機動力を発揮できるのはパンツァーカンプグルッペのみで、師団全力での機甲戦を行うことができないため、戦術上の選択肢の制約につながった。

#### 連邦軍
大戦後の連合軍軍政期を経て1949年に西ドイツ（ドイツ連邦共和国）が成立したのち、1955年よりドイツ連邦軍としての再軍備が開始され、1959年末の時点で陸軍は12個師団を基幹としていた。27個の旅団には装甲・装甲擲弾兵（歩兵）・空挺・山岳の4種類があり、装甲旅団は2個戦車大隊、1個装甲擲弾兵大隊、1個装甲砲兵大隊、1個補給大隊という編制を標準としていた。
その後、1960年代にアメリカ軍がM60戦車に更新するのに伴って余剰となったM47・48戦車等が供与され、3個装甲師団を編成した。1970年代に36個旅団体制が確立すると、これらの旅団によって6個装甲師団、4個装甲擲弾兵師団、1個山岳師団、1個空挺師団が編成された。西ドイツ陸軍は自国領土内での核戦争下での機動戦を想定しており、戦車部隊はその骨幹戦闘力として期待されていた。

### アメリカ陸軍

#### 大戦期
アメリカ陸軍では、1940年のナチス・ドイツのフランス侵攻において装甲部隊の有用性が示されたことを踏まえて、同年7月より機甲師団および機械化師団の編成に着手した。当初の編制では、機甲連隊（戦車連隊）3個と機甲歩兵連隊（機械化歩兵連隊）1個を基幹としており、戦車大隊と機甲歩兵大隊の数を比較すると9対2という、極めて戦車偏重の編制をとっていた。その後、演習を通じて歩兵部隊の不足が認識されたことから、1941年型の編制では機甲歩兵大隊が1個追加されたものの、それでも9対3で戦車偏重であることに変わりはなかった。
1942年型の編制では、コンバット・コマンドという画期的な編制が導入された。これは師団内において特定の所属部隊を持たない司令部組織であり、A・Bの2個が設置されて、機甲連隊や機甲歩兵連隊、機甲野戦砲兵大隊などの各部隊を適宜に所属させるという柔軟なシステムであった。なお師団の基幹となる戦車部隊は2個連隊、機甲歩兵部隊は1個連隊で、大隊数としては6対3と、均衡化が進んだとはいっても依然として戦車兵力に偏った編制となっていた。
1943年型の編制では、機甲連隊・機甲歩兵連隊の本部を廃止する一方、コンバット・コマンドをA・B・R（Reserve）の3個に増備した。また戦車大隊が3個に減らされたことで、戦車大隊と機甲歩兵大隊が同数になり、バランスのとれた比率となった。機甲野戦砲兵大隊・機甲工兵中隊も各3個を有することから、戦車・機甲歩兵・砲兵大隊および機甲工兵中隊を各1個ずつ、3つのコンバット・コマンドの隷下に配属することで、基本的に同一編成の戦闘団を3個編成できるようになった。一方、固定的な編制ではないことから、必要に応じて特定のコンバット・コマンドに戦車兵力を集中させて突破を図るなど、柔軟に運用を行うことができた。また3つのコンバット・コマンドのうち、RはA・Bよりも司令部要員数が少なく、その名の通りに予備兵力を担うことを想定した編成ではあったが、ドイツ軍の反撃能力が低下した大戦末期には、3つのコンバット・コマンドが全て前線に投入されるようになっており、例えばバルジの戦いにおいてバストーニュの包囲網を最初に突破したのは第4機甲師団のコンバット・コマンドRであった。ただし1943年型の編制では戦車兵力が減少したことから、一部の師団は1942年型の編制のままで残されて、突破作戦の先鋒として用いられた。

##### 編制 (1942・43年型機甲師団)
- 1942年型機甲師団

- コンバット・コマンドA（CCA）
- コンバット・コマンドB（CCB）
- 2個戦車連隊

- 1個軽戦車大隊
- 2個中戦車大隊

- 機甲歩兵連隊

- 3個機甲歩兵大隊

- 機甲野戦砲兵大隊

- 3個機甲野戦砲兵中隊（M7自走砲×6両）

- 機甲偵察大隊

- 3個機甲偵察中隊（M8装甲車×27両）
- 軽戦車中隊（M5軽戦車×15両）
- 突撃砲中隊（M8自走砲×8両）

- 機甲工兵大隊
- 機甲通信中隊
- 師団団列

- 機甲補給大隊
- 機甲兵器整備大隊
- 機甲衛生大隊

- 1943年型機甲師団

- コンバット・コマンドA（CCA）
- コンバット・コマンドB（CCB）
- コンバット・コマンドR（CCR）
- 3個機甲大隊
- 3個機甲歩兵大隊
- 師団砲兵司令部

- 3個機甲野戦砲兵大隊

- 機械化騎兵大隊
- 機甲工兵大隊
- 機甲通信中隊
- 師団団列

- 機甲補給大隊
- 機甲兵器整備大隊
- 機甲衛生大隊

#### 冷戦期
大戦後、アメリカ陸軍の歩兵師団は戦術核兵器への適応などを目的にペントミック・コンセプトに基づく大規模な改編を試みたが、機甲師団への影響は小規模なものであった。一方、これにかわる編制として1962年より導入されたROAD（Reorganization Objective Army Division）コンセプトは、機甲師団・機械化師団の改編を主眼としていた。
ROAD師団は、1942年型機甲師団以来のコンバット・コマンドの理論を発展させたbuilding blockアプローチを全面的に導入しており、師団内に3つの旅団司令部を常設し、プールされている戦闘機動大隊を適宜に指揮下に入れることで諸兵科連合タスクフォースを構成できるようになっていた。戦闘機動大隊には機械化歩兵大隊と戦車大隊があったが、師団の種類に応じて比率が異なっており、歩兵師団は8対2、機械化師団は7対3、機甲師団は5対6の比率とされた。
その後、ベトナムからの撤退を受けた欧州回帰を背景として、1970年代中盤からは第四次中東戦争の戦訓を踏まえたソ連機甲部隊への対抗策の検討が活発化した。これによって開発された新しいドクトリンがエアランド・バトルだったが、これと並行し、そのために最適化した重師団編制として開発されたのが86師団（Division 86）コンセプトであった。基本的にはROAD師団から大きな変更はないが、師団の航空戦力を統括するために4つ目の旅団司令部が追加されたほか、MLRSも追加された。

##### 編制 (86機甲師団)
- 機甲師団（18,954名）[15]
  - 3個旅団司令部（133名）
  - 4個機械化歩兵大隊（876名）
  - 6個戦車大隊（522名: 主力戦車58両、騎兵戦闘車7両など）
  - 師団砲兵（3,236名: 目標捕捉中隊+M109 155mm自走榴弾砲大隊+MLRS）
  - 航空旅団（1,749名: 戦闘支援航空大隊、2個攻撃ヘリ大隊など）
  - 師団支援コマンド（3個前方支援大隊、整備大隊など）
  - 防空大隊
  - 工兵大隊
  - 通信大隊
  - 軍事情報大隊
  - 化学防護中隊
  - 憲兵中隊

### ソビエト連邦・ロシア連邦

#### 労農赤軍
独ソ戦前の赤軍では、戦車師団2個と機械化師団1個を基幹とする機械化軍団（механизированные корпуса）を編成しており、戦車師団は戦車連隊2個と自動車化歩兵連隊1個、自動車化砲兵連隊1個を基幹としていた。しかしこの軍団は編制規模が過大で扱いにくく、また1941年6月からのバルバロッサ作戦で甚大な損害を受けたことから、小規模な戦車旅団を多数編成する方針に転換した。
1942年春頃にようやく戦車の補充状況が改善し、戦車旅団3個と自動車化歩兵旅団1個を基幹とする戦車軍団（танковый корпус）の編成が開始された。この時期の赤軍の部隊規模は、他の主要各国軍の同じ名称の部隊よりもやや小さいことが多く、この「戦車軍団」も、ドイツ軍の装甲師団よりふた回りほど小さい規模しかなかった。
赤軍の自動車化歩兵部隊には装甲兵員輸送車が欠けており、貨物自動車も不足していたことから、タンクデサントが多用された。またこの時期の各国機甲部隊では、間接射撃のために上部開放式（オープントップ）の自走榴弾砲を装備するのが一般的だったが、赤軍はこれも欠いていたことから、密閉式戦闘室に大口径榴弾砲などを設置した自走砲の直接射撃によって補った。

#### ソ連陸軍
1946年、赤軍から改編されてソ連地上軍（陸軍）が設置された。1955年にジューコフ元帥が国防大臣に就任すると、ヨシフ・スターリン時代の通常戦主体の軍事的見解は批判され、核戦場への対応を模索し始めた。鈍重な戦車軍・諸兵科連合軍は、より小型・柔軟でバランスの取れた自動車化狙撃師団へと改編された。
1958年以降、戦車師団の基幹を中戦車連隊（T-55中戦車110両）2個、重戦車連隊（T-10重戦車95両）1個、自動車化狙撃連隊1個（BTR装輪装甲車のほか、連隊内にも中戦車大隊1個・35両）としたほか、偵察部隊にも水陸両用のPT-76軽戦車を配備、また砲兵連隊（122mm自走砲36両）、対空連隊（57mm自走砲）等を配備して、戦力組成を一新した。1960年代には、主力戦車をT-62に、またBTR装輪装甲車をBMP-1歩兵戦闘車に更新するなど、更に近代化が継続された。
1980年代には戦車52,000両を保有し、50個戦車師団・138個自動車化狙撃師団の基幹部隊に加えて、空挺師団や空中機動部隊、特殊部隊などを各戦域で統合した作戦機動グループ（OMG）を編成しており、機甲部隊と空中機動部隊とを連携させての攻勢作戦に自信を深めていた時期であった。

##### 編制 (自動車化狙撃師団・戦車師団)
- 自動車化狙撃師団（人員13,498名）[19]
  - 師団司令部（320名）
  - 3個自動車化狙撃連隊（各2,300名）
  - 戦車連隊（1,101名）
  - 砲兵群（1,800名: 100mm砲12門、122mmロケット弾発射機24基、自走対戦車ミサイル12両、SS-21ミサイル4基、152mm自走榴弾砲72両）
  - 防空連隊（302名: SA-8BないしSA-6地対空ミサイル20基）
  - 独立戦車大隊（241名: 戦車51両）
  - 偵察大隊（300名: 戦車6両、装甲車28両、オートバイなど）
  - 工兵大隊（380名）
  - 通信大隊（294名）
  - 化学防護大隊（150名）
  - 整備大隊（294名）
  - 衛生大隊（158名）
  - 輸送大隊（217名）
  - 航空支援中隊（220名: Mi-2ヘリコプター6機、Mi-8ヘリコプター8機、Mi-24ヘリコプター8機）
  - 交通管理中隊（60名）

戦車師団は人員12,380名、戦車連隊が3個に増えるかわりに自動車化狙撃連隊が1個になり、独立戦車大隊も削除されていた。

#### ロシア陸軍
ソビエト連邦の崩壊後のロシア陸軍は基本的にソ連陸軍の編制を踏襲していたが、2007年にアナトーリー・セルジュコフが国防相に就任すると、即応性の改善と組織・人員の合理化などを主眼とする大規模な改編が行われた。この一環として基本作戦単位が師団から旅団に変更されることになり、2009年までに全ての戦車師団が解体された。
従来の師団編制では連隊戦闘団や大隊戦闘団などを編成して戦闘に臨むことが想定されていたが、南オセチア紛争やチェチェン紛争の経験から、当時のロシア陸軍師団では、実際には各連隊で1個の大隊戦闘団を編成するのがせいぜいであることが判明していた。このことから、規模は連隊並みだが完結した戦闘団として機能する旅団を基本作戦単位とすることで、実質的な戦闘能力は維持しつつ組織の合理化を図るものであった。定数約4,000名の新型旅団84個が編成されたが、このうち装甲部隊を中心とする戦車旅団（重旅団）は4個のみで、装輪装甲車で移動する自動車化狙撃旅団（中旅団）や軽装備の山岳旅団（軽旅団）が主体となっており、大規模戦争型から小規模紛争対処型へのシフトが鮮明となった。
ただし師団から旅団への改編によって大きく兵力を減じたにもかかわらず、担当すべき戦線の幅は師団時代と変わらず20キロメートルとされており、戦力不足が指摘されていた。また旅団化による戦略機動力の向上が期待されていたが、実際には重装備は鉄道で輸送しなければならないため師団時代と大差がなく、またアメリカ陸軍の旅団戦闘団の高い機動力の背景にあるような強力な兵站支援能力も欠いていることも指摘されるなど、旅団化改編には多くの問題が指摘されていた。このため、2012年にセルジュコフ国防相が更迭されると、2013年に第2親衛自動車化狙撃師団および第4親衛戦車師団が復活したのを端緒として、一部で師団編制も復活した。

### イギリス陸軍
大戦初期のイギリス軍の機甲師団の編成は、軽機甲連隊3個を基幹とする軽機甲旅団と、重機甲連隊3個を基幹とする重機甲旅団の計2個旅団を基幹としていた。ただしこれらの機甲連隊はドイツ軍の戦車大隊と大差ない程度であり、一方、歩兵部隊としては支援群に自動車化歩兵大隊2個があるのみであったため、歩兵・戦車の兵力比はおおむね6対2程度で、同時期の他国機甲師団と同様に戦車偏重の編制となっていた。
1942年になると、中東戦域の機甲師団で、戦車連隊3個と自動車化歩兵大隊1個を基幹とする機甲旅団1個と、自動車化歩兵大隊3個を基幹とする自動車化歩兵旅団1個を組み合わせた新編制が採用されて、歩兵・戦車の兵力比は4対3となり、歩兵が逆転する形となった。イギリス軍は伝統的に旅団での作戦行動を多用する傾向があり、機甲師団においても、機甲旅団は自動車化歩兵旅団と協同するというよりは、単独の機動打撃部隊として行動することが多かった。しかし第二次エル・アラメイン会戦の頃から、北アフリカ戦線のイギリス連邦軍の兵力が大きくなったこともあり、師団規模での行動も増加していった。また本国の機甲師団でも、中東戦域に準じた編制が採用されるようになった。
この編制では、機甲旅団が戦線の突破に成功し、その突破口を後続の自動車化歩兵旅団が確保したとしても、機甲旅団に後続して地域の確保を担う兵力がないために戦果を大きく拡張できないという制約があった。また機甲旅団の兵力構成も戦車に偏っていたため、例えば1944年のマーケット・ガーデン作戦での近衛機甲師団は、機甲旅団の機甲連隊1個と歩兵旅団の歩兵大隊1個を入れ替えて調整している。ただしイギリスの人的資源が枯渇しかけていたこともあり、歩兵不足に対する抜本的な対策は講じられなかった。
冷戦期、イギリス陸軍ライン軍団（BAOR）には3個師団司令部とともに5個機甲旅団と1個機械化旅団、またイギリス本国には2個機甲旅団と1個歩兵旅団などが配されていた。1991年の湾岸戦争の際には、BAORから抽出した部隊を基幹として第1機甲師団が編成されたが、これはイギリス陸軍の総兵力の20％を占めるほどのものであった。

### イスラエル国防軍
イギリス委任統治領パレスチナでは、道路沿いの地域においてアラブ人勢力によるユダヤ人勢力への襲撃が多発しており、ユダヤ人防衛組織であるハガナーでは輸送車両の防護措置が緊急課題となった。その実施部隊であるパルマッハは入手できる限りの装甲車をかき集め、1948年5月に第8機甲旅団を編成した。その後もあらゆる手段で増備を進めた結果、第一次中東戦争終結時のイスラエル国防軍には12個の旅団があったが、経済的制約によってこのうち9個は廃止されて予備役となり、3個のみが常備戦力として存続することになった。この常備3個旅団のうち唯一の機甲旅団が第7機甲旅団であったが、1956年の第二次中東戦争において同旅団は戦闘加入後100時間以内に250キロ以上の距離を前進し、完全な穿貫突破を達成した。
この大戦果を踏まえて、1950年代後半のイスラエル軍では、歩兵を軍の主兵としていた従来の思想を棄却し、機甲部隊を重視した大規模な改編に着手した。数個の機甲旅団が新設されたほか、1960年代中盤には初の機甲師団司令部も編成された。1967年6月の第三次中東戦争の時点では、常備部隊唯一の機甲師団はイスラエル・タル少将によって指揮されており、常備の第7機甲旅団と予備役の第60機甲旅団によって構成されていた。その後、1970年代初頭には3個戦車旅団を基幹とする戦車師団の編制が承認された。
これらの編制はもともと戦車偏重だったうえに、機甲部隊内の歩兵部隊の大部分は予備役兵で占められていたため、動員が未完了の状態では更に戦車の比率が多くなり、適切な歩戦協同を行うことが難しく、1973年の第四次中東戦争において、アラブ連合軍の濃密な対戦車火網によって大損害を生じる一因となった。しかし大損害を受けつつも、シナイ半島に展開していた3個機甲師団（第143・162・252）は10月14日の戦車戦でエジプト軍の攻勢を撃退したのち、スエズ運河の逆渡河作戦に成功して戦争の帰趨を決したが、この際には臨時編成により諸兵科連合での作戦が実施された。この戦訓を踏まえて、戦後には諸兵科連合作戦についての研究・訓練が重ねられ、1982年のレバノン内戦への介入（ガリラヤの平和作戦）より実践に移された。

### 日本

#### 日本陸軍
大日本帝国陸軍においては、1934年に小型機甲師団ともいうべき独立混成第1旅団が編成され、1937年には内蒙古方面のチャハル作戦に投入されたものの、旅団としての集結運用がなされずに真価を発揮できず、関東軍首脳部はこの種の部隊を常設しておく価値を認めなかったため、満州帰還後の1938年8月に解散となった。その後、1942年には戦車師団が編成されたが、この戦車師団は戦車旅団2個（各2個戦車連隊）と機動歩兵連隊1個を基幹としており、各戦車連隊は5個中隊基幹、また機動歩兵連隊は3個大隊編制であったことから、歩兵・戦車のバランスは同時期の他国機甲師団よりも良好であった。ただし実際には装備の調達が間に合わず、機動歩兵連隊の装甲兵車は貨物自動車で代用、戦車連隊の砲戦車中隊は旧式の中戦車を装備している状態だった。
一方、本土決戦における決号作戦では、攻勢によって敵上陸部隊の殲滅を図ることとなっており、戦車部隊はその攻撃の要と位置付けられて、本土には2個戦車師団、9個戦車旅団、25個戦車連隊が配置された。この戦車師団は戦車連隊3個を基幹としており、それぞれに支援用の砲戦車中隊や自走砲中隊、作業中隊（機械化歩兵と戦闘工兵の機能を兼務）を有する諸兵科連合部隊となっていた。ただし師団内に機動歩兵連隊や機動砲兵連隊はなく、ほぼ純粋に打撃力として位置付けられた編制であった。

#### 陸上自衛隊
発足時の警察予備隊は、アメリカ陸軍の3単位制歩兵師団に準じた編制による管区隊4個を基幹としていた。保安隊でもこの編制は踏襲されたが、陸上自衛隊への切り替えに際して2個管区隊が増設された。これに加えて機械化部隊として4個混成団を編成することが計画されたが、MAP供与の装備品の導入が予定通りに進まず、単に管区隊の縮小版としての普通科混成団となった。
その後、1961年（昭和36年）に北海道の第7混成団が機械化されて、北部方面隊の機動打撃部隊として位置付けられた。また第2次防衛力整備計画の初年度となる1962年（昭和37年）度で、6個管区隊・4個混成団体制から13個師団体制への改編が行われたが、第7混成団はほぼそのままの編成で第7師団となった。ただし、機械化師団とは位置付けられたものの装甲車を装備しているのは3個普通科連隊のうち1個のみで、師団輸送隊によって1個を、また方面輸送隊の1個輸送中隊によって最後の1個を輸送できるという程度のものであった。
1981年（昭和56年）4月、方面隊直轄の第1戦車団および第102装甲輸送隊を廃止するとともに、その装備・人員は第7師団に編入されて、同師団は機械化師団から機甲師団へと改編された。3個普通科連隊のうち第11普通科連隊のみが存続し、同連隊は機械化連隊に改編された。また第7戦車大隊は第71戦車連隊に改編されるとともに、第1戦車団の第2・3戦車群を基幹として第72・73戦車連隊が編成され、3個戦車連隊の体制が確立された。